# フランコ・セルヴァッジ
フランコ・セルヴァッジ（Franco Selvaggi、1953年5月15日 - ）は、イタリア出身の元同国代表の元サッカー選手（FW）。

## クラブ歴
- テルナーナ・カルチョ 1972-1974

→  ASローマ 1973-1974 (期限付き移籍)
- ターラントFC1927 1974-1979
- カリアリ・カルチョ 1979-1982
- トリノFC 1982-1984
- ウディネーゼ・カルチョ 1984-1985
- インテルナツィオナーレ・ミラノ 1985-1986
- SSサンベネデッテーゼ・カルチョ 1986-1987

## 代表歴
イタリア代表
- 代表通算：3試合出場 0得点 (1981-1982)
- 1982年ワールドカップ優勝 (出場無し)

## 指導歴
- USカタンザーロ 1992-1993
- ターラントFC1927 1994
- マテーラ・カルチョ 1996
- ASDカステル・ディ・サングロ・カルチョ 1998
- FCクロトーネ 2002